# Рэндэлл, Джош
Джош Рэндэлл (англ. Josh Randall; род. 27 января 1972, Пасифик-Гров, Калифорния, США) — американский актер, известный по ролям капитана пожарной службы Шона Бекетта в телесериале «Пожарная часть 19» и Майка Бертона в телесериале «Эд», а также по небольшим ролям в сериалах «Остаться в живых», «Мир Дикого Запада», «Клиника» и «Университет».
За свою карьеру сыграл почти в 50 сериалах.

## Биография
Джош Рэндэлл родился в Пасифик-Гров, Калифорния, в семье школьного учителя Рэнди Рэндэлла и колумниста Шэрон Рэндэлл. Окончил Среднюю школу Монтерея в Калифорнии, где также занимался игрой в баскетбол.
Имеет также брата Натана Рэндэлла и сестру Джоанну Рэндэлл.

## Карьера
Во время обучения в Университете Сан-Франциско, благодаря своему однокурснику, который по совместительству был еще и драматургом, Джош Рэндэлл принял участие в его театральной постановке. После этого, он продолжил играть в театрах Лос-Анджелеса и Сан-Франциско, вскоре решив попробовать себя в кино.
Первые роли Джоша Рэндэлла были эпизодическими, однако уже в 2000 году он попал в сериал «Эд», где он сыграл одну из главных ролей — доктора Майка Бертона. Сериал длился четыре сезона и завершился в 2004 году.
После этого, Джош Рэндэлл остался на телевидении, где продолжил играть в сериалах. В сериале «Клиника», на протяжении четырех серий он играл бывшего парня доктора Эллиот Рид — Джейка. Также, в сериале «Остаться в живых» он сыграл Нейтана — загадочного человека, который вроде бы был пассажиром рейса 815, однако никто из выживших не видел его во время рейса.
Еще одной крупной ролью Джоша Рэндэлла является роль капитана Шона Бекетта в сериале «Пожарная часть 19», которого он играл с 5-й по 7-й сезон.

## Личная жизнь
С 2000 по 2013 год был женат на актрисе Клэр Ранкин.

## Фильмография

### Роли в фильмах
| Год  | Название на русском              | Оригинальное название             | Роль          |
| ---- | -------------------------------- | --------------------------------- | ------------- |
| 1996 | На грани                         | Somebody Is Waiting               | грабитель     |
| 1997 | Самоубийца                       | The Last Time I Committed Suicide | охранник      |
| 2002 | Новая история «О»                | The Story of O: Untold Pleasures  | парень Натали |
| 2007 | Чужой лес                        | Timber Falls                      | Майк          |
| 2008 | Секс-драйв                       | Sex Drive                         | кассир        |
| 2010 | Путь воина                       | The Warrior's Way                 | адский гонщик |
| 2020 | Остров фантазий                  | Fantasy Island                    | Честер        |
| 2024 | Фуриоса: Хроники Безумного Макса | Furiosa: A Mad Max Saga           | дикарь        |

### Роли в сериалах
| Год       | Название на русском                 | Оригинальное название               | Роль                         | Примечание                                        |
| --------- | ----------------------------------- | ----------------------------------- | ---------------------------- | ------------------------------------------------- |
| 1997—2023 | Вне веры: Правда или ложь           | Beyond Belief: Fact or Fiction      | Стив Хэтчегин                | Второй эпизод 3-го сезона, сегмент: Damsel        |
| 1999      | Закон и порядок: Специальный корпус | Law & Order: Special Victims Unit   | Джастин Гелд                 | эпизод: Valentin's Day                            |
| 1999—2004 | Ангел                               | Angel                               | бармен                       | эпизод: Expecting                                 |
| 2000—2004 | Эд                                  | Ed                                  | Майк Бертон                  | Одна из главных ролей                             |
| 2000—2015 | C.S.I. Место преступления           | CSI: Crime Scene Investigation      | сотрудник NTSB Даг Уилсон    | эпизод: Risky Business Class                      |
| 2001—2010 | Клиника                             | Scrubs                              | Джейк                        | 3 эпизода в 4-м и 1 эпизод в 5-м сезонах          |
| 2002—2015 | C.S.I.: Майами                      | CSI: Miami                          | Эдвард Мэтис                 | эпизод: After the Fall                            |
| 2003—н.в. | Морская полиция: Спецотдел          | NCIS                                | военачальник ВМФ Райан Барнс | эпизод: Parental Guidance Suggested               |
| 2003—2010 | Детектив Раш                        | Cold Case                           | Элиот Гарви в 1953 году      | эпизод: Red Glare                                 |
| 2004—2005 | Кевин Хилл                          | Kevin Hill                          | Эндрю ЛаФлер                 | эпизод: Making the Grade                          |
| 2004—2006 | Джоуи                               | Joey                                | Роджер                       | эпизод: Joey and the Nemesis                      |
| 2004—2013 | C.S.I.: Место преступления Нью-Йорк | CSI: NY                             | Чарльз Мартин                | эпизод: Nothing for Something                     |
| 2004—2010 | Остаться в живых                    | Lost                                | Нейтан                       | эпизод: The Another 48 Days                       |
| 2005—н.в. | Мыслить как преступник              | Criminal Minds                      | Мэттью Даунс                 | 2 эпизода в 7-м сезоне                            |
| 2005—н.в. | Анатомия страсти                    | Grey's Anatomy                      | Уильям                       | эпизод: Golden Hour                               |
| 2006—2008 | Люди в деревьях                     | Men in Trees                        | Дэнни О'Доннелл              | 1 эпизод в 1-м сезоне и 1 эпизод в 2-м сезоне     |
| 2006—2023 | Новые приключения старой Кристин    | The New Adventures of Old Christine | офицер Джонсон               | эпизод: Scream                                    |
| 2007—2009 | Мертвые до востребования            | Pushing Daisies                     | Чарльз Чарльз                | 2 эпизода в 2-м сезоне                            |
| 2007—2013 | Частная практика                    | Private Practise                    | Карл                         | эпизод: In Which Cooper Finds a Port in His Storm |
| 2007—2011 | Университет                         | Greek                               | профессор Саймон Сигал       | Второстепенная роль в 4-м сезоне                  |
| 2007—2008 | Женский клуб расследования убийств  | Women's Murder Club                 | Гаррет Робертс               | эпизод: Blind Dates and Bleeding Hearts           |
| 2007—2009 | Жизнь как приговор                  | Life                                | Эван Такер                   | эпизод: Re-Entry                                  |
| 2008—2015 | Менталист                           | The Mentalist                       | Рон Кроссвайт                | эпизод: Red Alert                                 |
| 2008—2012 | Грабь награбленное                  | Leverage                            | Фред Бартли                  | эпизод: The Office Job                            |
| 2008—2009 | Адвокатская практика                | Raising the Bar                     | Тим Портер                   | 4 эпизода в 2-м сезоне                            |
| 2009—2010 | Три реки                            | Three Rivers                        | Стив О'Лири                  | эпизод: Where We Lie                              |
| 2009—2014 | До смерти красива                   | Drop Dead Diva                      | Стюарт Кейн                  | эпизод: Fool for Love                             |
| 2009—2016 | Касл                                | Castle                              | Майлз Хэкстон                | эпизод: Cloudy with the Chance of Murder          |
| 2010—2011 | Событие                             | The Event                           | Пол Стерн                    | 2 эпизода в 1-м сезоне                            |
| 2010—2024 | Голубая кровь                       | Blue Bloods                         | Томми Пирс                   | эпизод: Stirring the Pot                          |
| 2010—2013 | Пляжный коп                         | The Glades                          | Кайл Бертрам                 | эпизод: Gibtown                                   |
| 2011—2017 | Гримм                               | Grimm                               | Тимоти Стайнкиллнер          | эпизод: The Thing with Feathers                   |
| 2011—2019 | Форс-мажоры                         | Suits                               | доктор Чез МакМанус          | эпизод: Coral Gables                              |
| 2011—2014 | Компаньоны                          | Franklin & Bush                     | военный юрист Стивен Пакетт  | эпизод: Summer Girls                              |
| 2012—2018 | Особо тяжкие преступления           | Major Crimes                        | детектив Шон Макерой         | 2 эпизода в 2-м сезоне                            |
| 2012—2018 | Скандал                             | Scandal                             | Джеймс Элиот                 | эпизод: The State of the Union                    |
| 2013—2018 | Зажигай!                            | Hit the Floor                       | Эдди                         | 3 эпизода в 3-м сезоне                            |
| 2013—2016 | Мастера секса                       | Masters of Sex                      | Нэйт Бомбек                  | эпизод: Fight                                     |
| 2014—2018 | Скорпион                            | Scorpion                            | Пандова                      | эпизод: Twist and Shout                           |
| 2014—2015 | Легенды                             | Legends                             | Джулиан Дрейк                | эпизод: Iconoclast                                |
| 2016—2017 | Подача                              | Pitch                               | Дэйв Гриссом                 | эпизод: San Francisco                             |
| 2016—2018 | Вне времени                         | Timeless                            | отец Лукаса                  | эпизод: Hollywoodland                             |
| 2016      | Наемник Куорри                      | Quarry                              | детектив Томми Олсен         | Второстепенная роль                               |
| 2016—2022 | Мир Дикого Запада                   | Westworld                           | Джеймс Наварро               | 2 эпизода в 4-м сезоне                            |
| 2017—2022 | Озарк                               | Ozark                               | Брюс Лиделл                  | 2 эпизода в 1-м сезоне и 1 эпизод в 4-м сезоне    |
| 2018—2020 | Грязный Джон                        | Dirty John                          | офицер Митрович              | эпизод: One Shoe                                  |
| 2018—н.в. | ФБР                                 | FBI                                 | Ник Фрост                    | эпизод: Scorched Earth                            |
| 2018—2024 | Пожарная часть 19                   | Station 19                          | капитан Шон Бекетт           | Одна из главных ролей с 5-го сезона               |
| 2021      | Ковбой Бибоп                        | Cowboy Bebop                        | безумный Пьерро              | эпизод: Sad Clown A-Go-Go                         |